# Travis Scott
Jacques Berman Webster II (sinh ngày 30 tháng 4 năm 1991), được biết đến với nghệ danh Travis Scott (trước đây được cách điệu như Travi$ Scott) là rapper, ca sĩ, nghệ sĩ sáng tác và sản xuất nhạc người Mỹ. Vào năm 2012, anh đã kí hợp đồng thu âm với hãng Epic Records. Vào tháng 11 cùng năm, anh cũng kí hợp đồng với hãng GOOD Music của Kanye West, hợp tác với công ty nhỏ tên Very GOOD Beats, sau khi được xuất hiện trong album phòng thu tổng hợp tên Cruel Summer năm 2012 của hãng. Vào tháng 4 năm 2013, anh được cho rằng là đã kí hợp đồng thu âm với hãng Grand Hustle của nghệ sĩ T.I.. Bản thu âm dài hơi của anh mang tên Owl Pharaoh được phát hàng vào tháng 5 năm 2013. Tiếp theo sau đó là bản thu âm thứ hai mang tên Days Before Rodeo được phát hành vào tháng 8 năm 2014. Album ra mắt đầu tiên của anh là Rodeo được lên kệ vào tháng 9 năm 2015 cùng với single mở đường "Antidote", lọt vào top 20 bảng xếp hạng âm nhạc 100 Billboard Mỹ. Album thứ hai của anh, Birds in the Trap Sing McKnight, phát hành vào tháng 9 năm 2016 nhận được nhiều phản hồi và đánh giá tích cực. Năm tiếp theo đó, anh phát hành album hợp tác với Quavo mang tên Huncho Jack, Jack Huncho dưới tên Huncho Jack.

## Thời thơ ấu
Anh được sinh ra ở Houston, Texas. Tuy nhiên, anh lại trải qua hầu hết thời gian lớn lên ở thành phố Missouri, ở một khu vực ngoại ô ở Tây Nam, rìa của khu Houston. Anh thường sống với bà của mình nhưng sau đó chuyển tới vùng ngoại ô, nơi mà ba của anh bắt đầu công việc kinh doanh riêng của mình. Anh đi học ở trường cấp 1 và cấp 2 tư nhân mặc dù sau đó lại tốt nghiệp từ trường Trung học công Elkins lúc 17 tuổi. Anh theo học đại học tại Đại học Texas ở San Antonio trước khi bỏ học vào năm 2 đại học để toàn tâm theo đuổi sự nghiệp âm nhạc của mình.
Sau khi thôi học, anh chuyển đến New York ngay lập tức để bắt đầu sự nghiệp âm nhạc của mình, ba mẹ của anh cũng hoàn toàn cắt viện trợ sau khi nghe tin anh bỏ học.

## Sự nghiệp

### 2008-12: Khởi đầu sự nghiệp và hợp đồng thu âm.
Ở tuổi 16, anh quyết định theo đuổi sự nghiệp âm nhạc của mình bằng việc sản xuất nhạc chuyên mảng hip hop. Sau đó, anh hợp tác với người bạn lâu năm của mình là Chris Holloway thành lập một nhóm nhạc 2 người tên The Graduates. Năm 2008, cặp đôi phát hành đĩa mở rộng đầu tiên trên mạng xã hội Myspace lúc bấy giờ.
Năm sau đó, anh cùng với bạn học OG Chess, thành lập nhóm tên The Classmates và phát hành 2 bản hợp tác, một cùng với Buddy Rich vào năm 2009 và còn lại là với Cruis'n USA vào năm 2010. Anh đảm nhiêm phần sản xuất hoàn toàn trong 2 kế hoạch hợp tác này. Nhưng đến cuối năm 2012, cặp đôi tan rã sau những bất đồng trong cách làm việc cũng như việc chia lợi nhuận không suôn sẻ.
Sau khi rời trường đại học, anh chuyển tới New York và bắt đầu làm việc với Mike Waxx - đồng thời cũng là người sở hữu website âm nhạc Illroots. Sau khi chuyển tới New York, anh ngủ trên sàn trong nhà của một người bạn và dành hầu hết thời gian còn lại làm việc ở studio của Just Blaze. Thất vọng và chán chường vì không phát triển được gì ở New York, anh quyết định chuyển tới Los Angeles sau 4 tháng ở New York.
Khi tới Los Angeles, anh bị bỏ rơi bởi một người bạn đã hứa sẽ giúp anh trong chỗ ở. Trong khi đó ba mẹ lại cắt viện trợ cho nên anh quyết định miễn cưỡng quay trở về quê nhà Houston, nhưng sau đó ba mẹ anh cũng không đồng ý cho anh quay lại. Anh lại quay trở về Los Angeles và quyết định ngủ tạm trên ghế sofa trong nhà của một người bạn. Ca sĩ T.I, người sở hữu công ty thu âm Grand Hustle đã nghe được một trong những bản thu âm do anh sáng tác tên "Lights (Love Sick" cho nên sau đó đã quyết định liên hệ với anh, và mời anh tới studio cho một buổi gặp mặt. Trong buổi gặp mặt đó, T.I đã trình diễn freestyle ca khúc "Animal" của anh.

### 2012-14: Owl Pharaoh và Days Before Rodeo

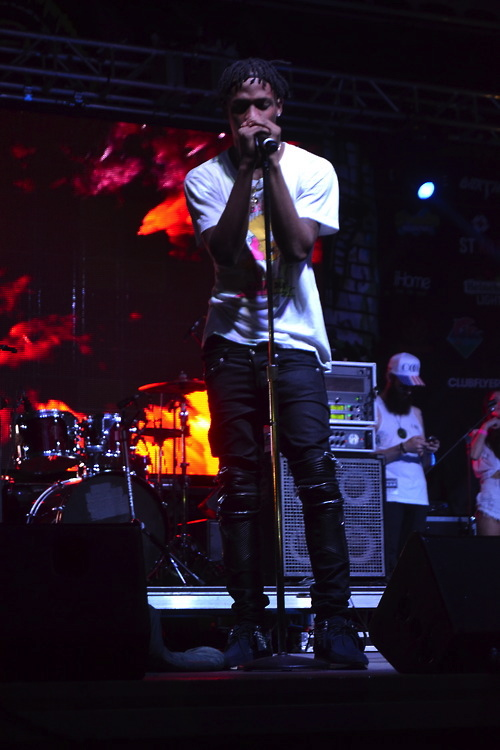
Scott trình diễn năm 2013.

Bản thu âm dài hơi đầu tiên của anh là Owl Pharaoh được phát hành vào năm 2012 dưới hình thức tải về miễn phí. Tuy nhiên, kế hoạch phát hành bị hoãn lại. Kế hoạch sau được được hòa âm lại bởi Kanye West và Mike Dean, tuy nhiên lại bị hoãn phát hành lần nữa vì vấn đề tranh chấp nhạc mẫu. Trong lúc quảng bá, anh ra mắt ca khúc "Blocka La Flame", đây là bản phối lại từ ca khúc "Blocka" của đồng nghiệp là Pusha T cùng công ty thu âm GOOD Music. Bài hát được sản xuất bởi Young Chop, cùng với một chút góp tay từ anh cùng với Mike Dean. Vào ngày 22 tháng 3 năm 2013, anh phát hành clip ca nhạc cho ca khúc "Quintana", một bài hát nằm trong Owl Pharaoh. Bản hòa âm phối khí lại được hợp tác với rapper người Mỹ Wale, trong khi mọi khâu sáng tác và sản xuất đều do anh tự đảm nhận, cùng với một chút giúp đỡ từ Sak Pase và Mike Dean. Ngày 27 tháng 3, XXL tiết lộ rằng anh sẽ là thành viên của project Freshman Class of 2013. Vào ngày 29 tháng 3 năm 2013, trong bài phỏng vấn với DJ người Anh là DJ Semtex, anh tiết lộ về single thương mại đầu tiên của mình là "Upper Echelon", hợp tác với 2 Chainz và T.I. Ngày 2 tháng 4 năm 2013, anh khẳng định Owl Pharaoh sẽ là bản hòa âm mở đường cho mình và sẽ được phát hành trên trang iTunes vào ngày 21 tháng 5, năm 2013. Ngày 23 tháng 4 năm 2013, "Upper Echelon" được gửi đến đài radio Urban. Bản hòa âm được phát hành và tải miễn phí.

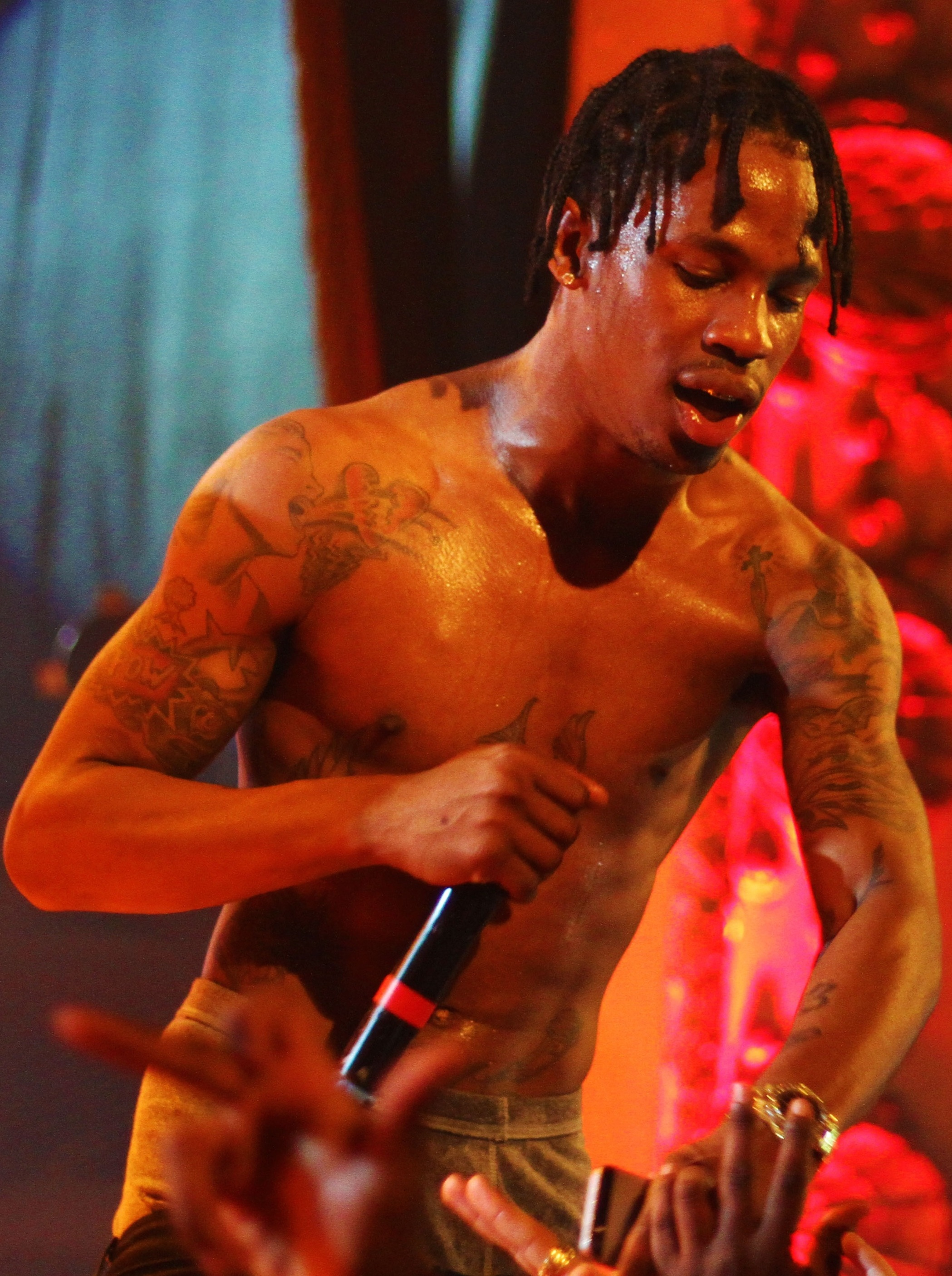
Scott trình diễn năm 2014.

Ngày 13 tháng 3 năm 2014, anh trình diễn bài hát mới và thông báo trên Twitter rằng bài hát không phải được đặt tựa là "1975" nhưng sẽ được phát hành trong album thứ hai của mình, tên Days Before Rodeo. Anh dùng Twitter để thông báo về album phòng thu dưới danh nghĩa công ty thu âm lớn là Rodeo. Ngày 5 tháng 5 năm 2014, anh ra mắt bản chính thức của bài hát tên "Don't Play" được làm dựa trên nhạc mẫu của bài "M.O.N.E.Y" của nhóm nhạc rock người Anh tên the 1975. Ngày 11 tháng 7 năm 2014, "Don't Play" được ra mắt chính thức và được xem là single mở đường cho album Days Before Rodeo, được ra mắt trên các trang nhạc trực tuyến.
Sau thành công của Days Before Rodeo, anh thông báo sẽ bắt đầu tour của mình tên The Rodeo, với rapper Young Thug từ Rich Gang và nhà sản xuất nhạc Metro Boomin. Tour diễn bắt đầu từ ngày 1 tháng 3 năm 2015 ở Santa Ana, California và kết thúc vào ngày 1 tháng 4 năm 2015 ở Portland, Oregon. Tour diễn đã đi qua các thành phố lớn như Denver, Colorado, Houston, Texas, Chicago, Illinois, Detroit, Michigan, New York, Atlanta, Georgia, Philadelphia, San Diego, Los Angeles, San Francisco, và Seattle. Các buổi biển diễn phụ được thêm vào sau khi vé bán hết quá nhanh ở các địa điểm của Los Angeles và New York. Các nghệ sĩ như Kanye West, Chris Brown, Wale và Birdman cũng xuất hiện với tư cách khách mời đặc biệt. Tour diễn của anh được xem là một trong những tour diễn nhạc rap nổi bật nhất tính tới thời điểm này.

### 2015-16:Rodeovà Birds in the Trap Sing McKnight
Rodeo được phát hành vào ngày 4 tháng 9 năm 2015, dưới hãng đĩa Grand Hustle and Epic Record. Album cũng có sự góp giọng của các nghệ sĩ như Quavo, Juicy J, Kanye West, The Weeknd, Swae Lee, Chief Keef, Justin Bieber, Young Thug và Toro y Moi, Big Buck, đồng sản xuất cùng với Mike Dean, Kanye West, WondaGurl, Suber, DJ Dahi, Metro Boomin, 1500 or Nothin', Sonny Digital, Southside, Terrace Martin, Zaytoven, Pharrell Williams và chính bản thân anh. Album có hai single mở đường là "3500" hợp tác với Future và 2 Chainz, và "Antidote". "Antidote" trở thành single lọt vào top 100 Billboard Mỹ ở thứ hạng 16. Rodeo cũng nhận nhiều phản hồi và đánh giá tích cực và đạt tới thứ hạng 3 trong bảng xếp hạng Billboard 200 Mỹ. Nó cũng đạt thứ hạng 1 trong bảng xếp hạng Billboard nhạc Rap. 

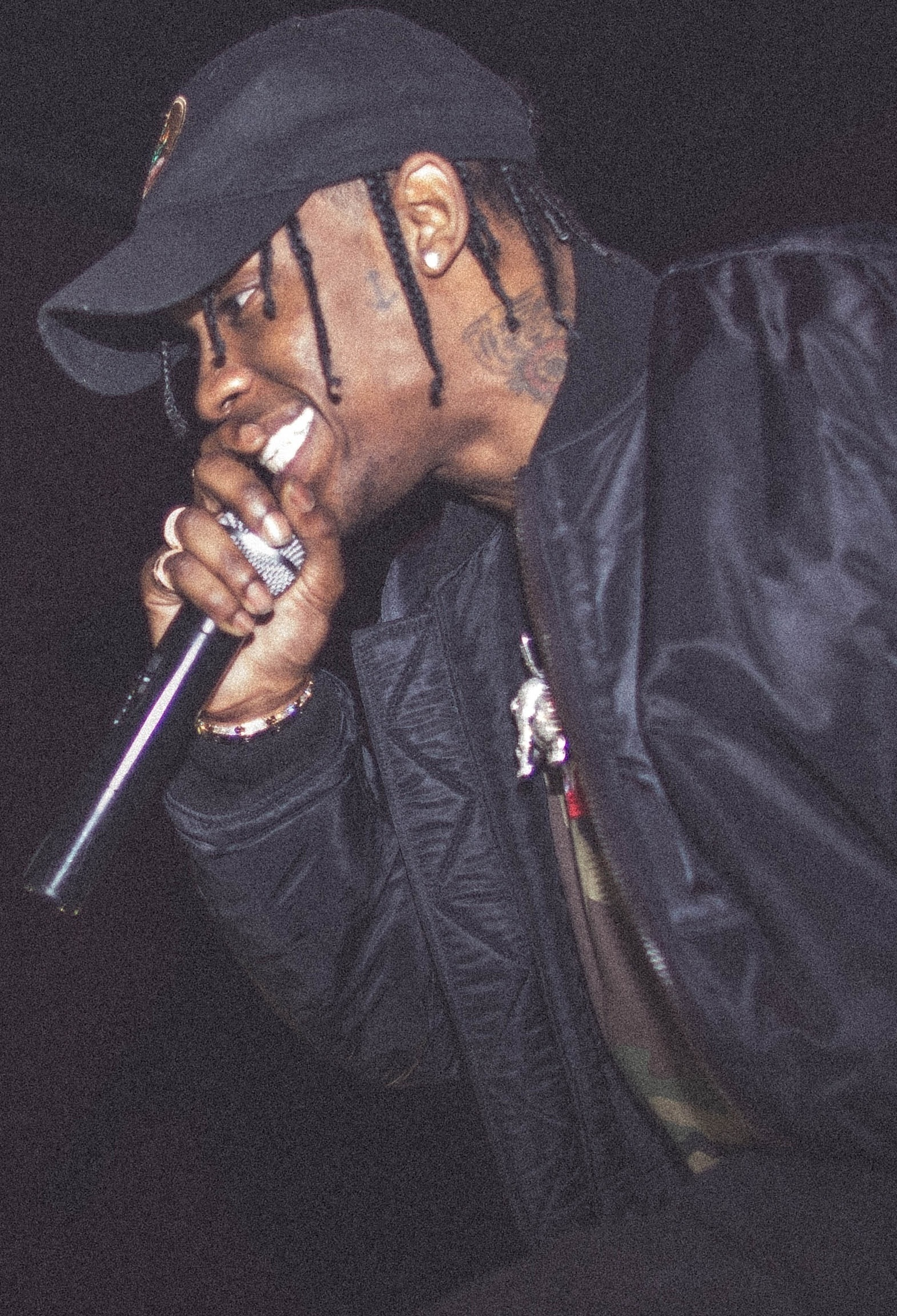
Scott trình diễn tháng 2 năm 2016.

Ngày 4 tháng 1 năm 2016, anh thông báo sẽ sớm ra mắt album mới. Ngày 8 tháng 2 năm 2016, chiến dịch quảng bá tên "WANGSQUAD" của nhà thiết kế Alexander Wang sẽ bao gồm iLoveMakonnen, Vic Mensa và Travis Scott. Ngày 29 tháng 3 năm 2016, Lyor Cohen, nhà điều hành 300 Entertainment tiết lộ rằng anh với Young Thug sắp tới sẽ ra mắt single cùng nhau và khen album sắp phát hành của anh là "đầy chất cổ điển". Ngày 7 tháng 4 năm 2016, anh trình diễn bản thử trong album của mình trong một show diễn của Young Thug. Ngày 17 tháng 5 năm 2016, anh tiết lộ rằng tiêu đề album mới của mình sẽ là "Birds in the Trap Sing McKnight", cùng với tiêu đề cho album thứ ba sẽ là "AstroWorld". Ngày 3 tháng 6 năm 2016, single hợp tác của anh cùng Young Thug được phát hành, mang tên "Pick Up the Phone". Single cùng với sự góp giọng của bộ ba rapper Migos đã hạ cánh ở vị trí thứ 43 trênbarng xếp hạng Billboard Hot 100 và được đánh giá bảng bạch kim đôi bởi RIAA.
Ngày 31 tháng 8 năm 2016, anh thông báo rằng mình đã hoàn thành album trên Instagram. Album được phát hành sơ bộ trên đài radio vào ngày 2 tháng 9 năm 2016 và sau đó được phát hành trên iTunes và trang nghe nhạc trực tiếp Apple Music. Vào ngày 11 tháng 9 năm 2016, album được xếp hạng nhất và cũng là album đầu tiên của anh có thứ hạng cao như vậy trên bảng xếp hạng Billboard 200 Mỹ. Ngày 12 tháng 9 năm 2016, CEO của Universal Music, Jody Gerson thông báo đã kí hợp đồng thu âm toàn quốc với Scott.
Trong cùng thời điểm phát hành album mới, anh cũng thông báo rằng mình sẽ là người sản xuất chính cho album Cruel Winter của Kanye West dưới danh nghĩa của hãng thu âm GOOG Music. Anh cũng miêu tả album mới của mình là "album tươi trẻ, thẳng thắn và đầy sôi nổi nhất từ trước tới giờ" của mình.

### 2017– hiện tại:Huncho Jack, Jack HunchovàAstroWorld
Scott trình diễn ở chương trình All-Star Weekned vào ngày 16 tháng 2 năm 2 tại Quảng Trường Champion, New Orleans. Anh cũng trình diễn tại lễ hội âm nhạc và nghệ thuật BUKU ở New Orleans vào ngày 10 tháng 3 năm 2017. Ngày 5 tháng 3, Scott thông báo tour diễn mang tên "Birds Eye View". Ngày tiếp sau đó, thông tin về tour diễn như ngày giờ và địa điểm cũng được tiết lộ, tour diễn bắt đầu vào ngày 10 tháng 3 ở New Orleans và kết thúc vào ngày 2 tháng 5 ở Eugene, Oregon. Tháng 3 năm 2017, anh thông báo mình sẽ có một nhãn hiệu riêng, dưới danh nghĩa của hãng thu âm Cactus Jack. Trong cuộc phỏng vấn, anh nói: "Tôi không làm vậy bởi vì muốn kiểm soát mọi thứ trong quá trình làm nhạc của mình, tôi muốn làm vậy vì muốn giúp đỡ những nghệ sĩ khác nhấn mạnh tên tuổi của họ cũng như cho thêm nhiều cơ hội. Tôi không muốn những gì xảy ra với tôi sẽ xảy ra với họ. Tức là không có chuyện nhập nhằng về ngày phát hành hay ngân sách cho album và video ca nhạc". Ngày 15 tháng 6 năm 2017, anh quyết định sẽ mở rộng tour của mình ở Châu Âu, bắt đầu từ ngày 23 tháng 6 ở Paris và kết thúc vào ngày 9 tháng 7 ở Turku, Phần Lan. Buổi biểu diễn mở rộng chỉ là một phần nhỏ trong các lễ hội âm nhạc hoặc các quán bar, câu lạc bộ.
Ngày 3 tháng 4 năm 2017, Scott được cho rằng đang hợp tác với Quavo of Migos và có thể được ra mắt vào cuối năm 2017. Phỏng vấn với tạp chí GQ, anh khẳng định: "Album của Quavo sẽ được ra mắt sớm thôi. Cũng như tôi sẽ tiếp tục ra mắt các tác phẩm của mình. Nhưng mọi người thừa biết tôi như thế nào rồi đó, tôi thích bất ngờ". Thêm vào đó, anh cũng tiết lộ album phòng thu thứ ba của mình AstroWorld - là tên được đặt theo một công viên giải trí ở Houston, đang gần được hoàn thành và sẽ được phát hành vào năm 2017. Scott cũng góp giọng trong album "More Life" của Drake, bài hát mang tên "Portland". Bài hát xếp hạng ở vị trí thứ 9 trong bảng xếp hạng Billboard Hot 100 Mỹ, trở thành bài hát có thứ hạng cao nhất đối với 1 nghệ sĩ chỉ góp giọng.
Ngày 16 tháng 5 năm 2017, Scott phát hành 3 bài hát tren SoundCloud, sau khi hé lộ một số chi tiết trên mạng xã hội. Các bài hát mang tên "A Man", "Green & Purple (featuring Playboi Carti)", và "Butterfly Effect". Bộ ba sau đó cũng được phát hành trên các trang nghe nhạc trực tuyến, được gộp thành 1 bài hát duy nhất. Video clip cho bài hát "Butterfly Effect" được phát hành vào ngày 14 tháng 7 năm 2017. Ngày 10 tháng 8 năm 2017, anh thông báo trên Twitter là mình đang bắt tay vào làm album mới, chỉ một ngày sau khi them gia "DAMN Tour" cùng với Kendrick Lamar, ám chỉ anh đang trong quá trình thực hiện album "AstroWorld". Ngày 27 tháng 8 năm 2017, anh trình diễn cùng với nhóm nhạc rock Thirty Seconds to Mars với single của họ là "Walk On Water" ở giải thưởng âm nhạc MTV 
Ngày 18 tháng 9 năm 2017, Quavo and the Migos có một bài phỏng vấn khẳng định rằng album họ hợp tác với Travis Scott sẽ được ra mắt sớm thôi. Anh cũng tiết lộ rằng anh và Scott đã sản xuất tận 20 bản nhạc. Tháng 10 năm 2017, Scott tham gia ca khúc "Deserve" của ca sĩ người Canada gốc Trung Quốc là Kris Wu. Ngày 7 tháng 12 năm 2017, clip phỏng vấn Quavo được thực hiện bởi Zane Lowe đã được đăng trên trang Twitter chính thức của Beats 1. Khi được hỏi về dự định đặt tên cho kế hoạch album sắp tới của mình, Quavo nói đó sẽ là "Huncho Jack, Jack Huncho" 
Scott cũng góp giọng trong bài hát "Dark Knight Dummo" của nhóm Trippie Redd vào ngày 6 tháng 12 năm 2017. Ca khúc giành vị trí 72 trên bảng xếp hạng Billboard Hot 100. Ngày 21 tháng 12 năm 2017, anh cùng với Quavo ra mắt album hợp tác giữa hai người là Huncho Jack, Jack Huncho. Album đạt vị trí thứ 3 trên bảng xếp hạng Billboard 200 và có 7 ca khúc lọt vào top 100 của bảng xếp hạng Billboard Hot 100. Sau khi ra mắt album hợp tác cùng với Quavo, Scott xuất hiện ở phòng thu nhiều hơn và Billboard cũng dự đoán là sẽ có phần tiếp theo của album AstroWorld được ra mắt. Bạn gái hiện giờ của anh là Kylie Jenner, hạ sinh một bé gái tên Stormi Webster vào ngày 1 tháng 2 năm 2018
Ngày 3 tháng 5 năm 2018, anh phát hành single tên "Watch" cùng với sự tham gia của Kanye West và Lil Uzi Vert. Single này là một trong những ca khúc nằm trong album AstroWorld của anh, được đặt tên theo một công viên giải trí đã dừng hoạt động ở Texas, quê nhà của mình.

## Phong cách nghệ thuật
Scott nói rằng anh bị ảnh hưởng rất nhiều bởi Kid Cudi, M.I.A, Kanye West, Toro y Moi, Tame Impala và T.I. Tạp chí Spin thậm chí còn so sánh bản hòa âm Owl Pharaoh năm 2013 của Scott xứng ngang với album Man on the Moon II: The Legend of Mr. Rager" của Kid Cudi.

## Cuộc sống cá nhân
Travis Scott bắt đầu hẹn hò ngôi sao truyền hình thực tế Kylie Jenner vào tháng 4 năm 2017. Vào tháng 9 năm 2017, có tin đồn rằng Kylie Jenner đã có thai với anh. Vào ngày 1 tháng 2, năm 2018, Jenner đã sinh con đầu lòng của hai người là con gái Stormi Webster. Vào tháng 10/2019, Travis đã chia tay với Kylie Jenner.

## Đĩa hát
Album phòng thu
- Rodeo (2015)
- Birds in the Trap Sing McKnight (2016)
- AstroWorld (2018)

Album hợp tác
- Huncho Jack, Jack Huncho (with Quavo as Huncho Jack) (2017)

Đĩa hát
- Owl Pharaoh (2013)
- Days Before Rodeo (2014)

## Tour trình diễn
Mở đầu
- Rodeo Tour[23] (với Young Thug, và Metro Boomin) (2015)
- Birds Eye View Tour (Bắc Mỹ và châu Âu) (2017)

Hỗ trợ cc
- Never Sober Tour (với Juicy J và Pat Project) (2015)
- The MadnessTour (với The Weeknd và Banks) (2015)
- The Anti World Tour (với Rihanna và Big Sean) (2016)
- The Damn. Tour [24] (với Kendrick và DRAM) (2017)